# 万全镇 (张家口市)
万全镇，是中华人民共和国河北省张家口万全区下辖的一个乡镇级行政单位。

## 行政区划
万全镇下辖以下地区：
城关社区、东桥街村、西北街村、东南街村、东北街村、西南街村、东湾村、水关村、盆窑村、沙家庄村、上田庄村、屈家庄村、李杏庄村、吴家庄村、西湾村和苏家桥村。